# Golden Raspberry Awards 1990
De Golden Raspberry Awards 1990 was het elfde evenement rondom de uitreiking van de Golden Raspberry Awards. De uitreiking werd gehouden op 24 maart 1991 in het Hollywood Roosevelt Hotel voor de slechtste prestaties binnen de filmindustrie van 1990.

## Genomineerden en winnaars
| "Winnaar"* |

| Categorie | Nominaties |
| --- | ---------- |
| Slechtste film |            |
| The Adventures of Ford Fairlane (20th Century Fox)                                                                                          |            |
| Ghosts Can't Do It (Triumph Releasing) |            |
| Graffiti Bridge (Warner Bros.) |            |
| Rocky V (United Artists) |            |
| The Bonfire of the Vanities (Warner Bros.)                                                                                                  |            |
| Slechtste acteur |            |
| Andrew Dice Clay in The Adventures of Ford Fairlane                                                                                         |            |
| Tom Hanks in The Bonfire of the Vanities |            |
| Prince in Graffiti Bridge |            |
| Mickey Rourke in Desperate Hours and Wild Orchid                                                                                            |            |
| Sylvester Stallone in Rocky V |            |
| Slechtste actrice |            |
| Bo Derek in Ghosts Can't Do It |            |
| Bette Midler in Stella |            |
| Melanie Griffith in The Bonfire of the Vanities                                                                                             |            |
| Molly Ringwald in Betsy's Wedding |            |
| Talia Shire in Rocky V |            |
| Slechtste mannelijke bijrol |            |
| Donald Trump (cameo als zichzelf) in Ghosts Can't Do It                                                                                     |            |
| Bruce Willis in The Bonfire of the Vanities                                                                                                 |            |
| Burt Young in Rocky V |            |
| Leo Damian in Ghosts Can't Do It |            |
| Wayne Newton in The Adventures of Ford Fairlane                                                                                             |            |
| Slechtste vrouwelijke bijrol |            |
| Sofia Coppola in The Godfather Part III |            |
| Ally Sheedy in Betsy's Wedding |            |
| Julie Newmar in Ghosts Can't Do It |            |
| Kim Cattrall in The Bonfire of the Vanities                                                                                                 |            |
| Roseanne Barr (stem) in Look Who's Talking Too                                                                                              |            |
| Slechtste regisseur |            |
| John Derek voor Ghosts Can't Do It |            |
| John G. Avildsen voor Rocky V |            |
| Brian De Palma voor The Bonfire of the Vanities                                                                                             |            |
| Renny Harlin voor The Adventures of Ford Fairlane                                                                                           |            |
| Prince voor Graffiti Bridge |            |
| Slechtste scenario |            |
| The Adventures of Ford Fairlane, scenario door Daniel Waters en James Cappe & David Arnott, gebaseerd op personages bedacht door Rex Weiner |            |
| Ghosts Can't Do It, geschreven door John Derek                                                                                              |            |
| Graffiti Bridge, geschreven door Prince |            |
| Rocky V, geschreven door Sylvester Stallone                                                                                                 |            |
| The Bonfire of the Vanities, scenario door Michael Christopher, gebaseerd op de roman van Tom Wolfe                                         |            |
| Slechtste nieuwe ster |            |
| Sofia Coppola in The Godfather Part III |            |
| Carré Otis in Wild Orchid |            |
| Donald Trump in Ghosts Can't Do It |            |
| Ingrid Chavez in Graffiti Bridge |            |
| Leo Damian in Ghosts Can't Do It |            |
| Slechtste originele lied |            |
| "He's Comin' Back (The Devil!)" uit Repossessed, muziek en tekst door Chris LeVrar                                                          |            |
| "The Measure of a Man" uit Rocky V, muziek en tekst door Alan Menken                                                                        |            |
| "One More Cheer for Me!" from Stella, geschreven door Jay Gruska & Paul Gordon                                                              |            |

1980 ·
1981 ·
1982 ·
1983 ·
1984 ·
1985 ·
1986 ·
1987 ·
1988 ·
1989 ·
1990 ·
1991 ·
1992 ·
1993 ·
1994 ·
1995 ·
1996 ·
1997 ·
1998 ·
1999 ·
2000 ·
2001 ·
2002 ·
2003 ·
2004 ·
2005 ·
2006 ·
2007 ·
2008 ·
2009 ·
2010 ·
2011 ·
2012 ·
2013 ·
2014 ·
2015 ·
2016 ·
2017 ·
2018 ·
2019 ·
2020 ·
2021 ·
2022 ·
2023 ·
2024